# Jade Park
Jade Park es un complejo residencial de tres torres constituidas por 35, 27 y 22 pisos distribuidos en 135, 110 y 95 metros de altura, ubicado en la Avenida Santísima Trinidad del barrio homónimo de la ciudad de Asunción. Contiguo al parque Pavetti, se tratan de edificios residenciales con 122 habitaciones, club house, y con semipisos de 2, 3 y 4 dormitorios.
Al término de la obra, la Torre Lapacho se convirtió en la segunda más alta de la ciudad y del país tras la Torre Ícono. Cada una de las tres torres poseen su lobby de doble y triple altura, además de entrepisos con ambientes divisibles para reuniones, sumado a 5 penthouse con sus respectivas terrazas, que incluyen piscinas privadas.
El 1 de noviembre de 2016, el presidente de Fortune International, Santiago Steed, el arquitecto Carlos Ott y el director de Jiménez Gaona & Lima Ramón Jiménez Gaona participaron de la palada inicial de la obra. Su costo aproximado es de 100.000.000 de dólares.

## Características de las torres
En homenaje a la flora del país, cada torre lleva nombres de árboles tradicionales y emblemáticos como Lapacho, Jacarandá y Trébol. Otra característica es que poseerá 500 cocheras y bauleras para los residentes. Cada torre presenta una tipología de departamentos:
- Torre Trébol: 2 departamentos por piso (semipisos) de 2 dormitorios cada uno, 40 departamentos en 22 pisos, 20 pisos de departamentos + 2 pisos de lobby (lobby de doble altura con mezzanine).

- Torre Jacarandá: 2 departamentos por piso (semipisos) de 3 dormitorios cada uno, 45 departamentos en 27 pisos, 25 pisos de departamentos + 2 pisos de lobby (lobby de doble altura con mezzanine).

- Torre Lapacho: 1 departamento por piso, de 4 Dormitorios, 32 departamentos en 35 pisos, 32 pisos de departamentos + 3 pisos de lobby (lobby de triple altura con mezzanine).